# Non ti perdo mai
Non ti perdo mai è un singolo della cantante italiana Ditonellapiaga, pubblicato il 24 novembre 2021 come terzo estratto dal primo album in studio Camouflage.

## Descrizione
Il brano, è stato scritto dalla stessa cantante con Fulminacci, sotto la produzione del duo BBprod. In un'intervista concessa a TV Sorrisi e Canzoni, l'artista ha descritto il processo creativo e il significato del brano:
Nella sopracitata intervista Ditonellapiaga ha inoltre raccontato la scelta di collaborare con Filippo Fulminacci nella scrittura del brano:

## Video musicale
l video musicale del brano, diretto da Priscilla Santinelli, è stato pubblicato il 1 dicembre 2021 attraverso il canale YouTube della cantante.

## Tracce
Testi di  Margherita Carducci, Filippo Uttinacci, musiche di Alessandro Casagni, Benjamin Ventura.
1. Non ti perdo mai – 3:05